# Stockholms revir
Stockholms revir var ett skogsförvaltningsområde inom Östra överjägmästardistriktet som omfattade Stockholms län med undantag av Frösåkers, Närdinghundra och Lyhundra härad samt Väddö och Häverö och Bro och Vätö skeppslag. Reviret, som var indelat i fem bevakningstrakter, hade vid 1910 års slut en areal av 24 102 hektar allmänna skogar, varav sex kronoparker med en sammanlagd areal av 6 528 hektar.